# ミナミクロダイ
ミナミクロダイ（南黒鯛、学名：Acanthopagrus sivicolus）は、スズキ目タイ科に属する魚類の一種。食用としても利用される。

## 分布
ミナミクロダイの分布は南日本の熱帯域に限られ、奄美群島・沖縄諸島の固有種と考えられている。海底付近で暮らす底生魚で、内湾や河口の砂底・岩礁地帯に生息する。

## 形態
全長50cmほどに成長する中型種で、体は左右に平たくやや側扁した、いわゆるタイ型をしている。腹鰭と臀鰭はやや黒みがかった色調をもつ。背鰭・臀鰭の鰭条はそれぞれ11棘11軟条・3棘8軟条で構成され、側線鱗数は46-52枚。背鰭から側線までの鱗（上方横列鱗数）は5枚で、6枚以上もつ同属のクロダイ（A. schlegelii）と区別される。食生はクロダイに準じる。

## 生態と利用
雑食性で、甲殻類・貝類・藻類などを摂食する。2月から6月にかけて産卵し、仔魚は沿岸の汽水域で成長する。
沖縄ではチンあるいはツンなどの地方名で呼ばれ、味も良いことから釣魚や食用魚としての価値が高い。宮古島では種苗生産が行われ、放流調査の対象にもなっている。